# Reinhard Hohl-Custer
Reinhard Hohl-Custer (* 3. November 1865 in Wolfhalden; † 1. März 1952 in Lutzenberg; heimatberechtigt in Heiden) war ein Schweizer Textilunternehmer und Kantonsrat aus dem Kanton Appenzell Ausserrhoden.

## Leben
Reinhard Hohl war ein Sohn von Reinhard Hohl-Tobler. Im Jahr 1889 heiratete er Clara Custer, Tochter von Carl Albert Custer, Arzt.
Er besuchte die Realschule Rheineck.
Im Jahr 1881 trat er in die väterliche Firma ein. Er absolvierte 1882 ein Ausbildungsjahr in Bergamo. Hohl war als Seidentuchbeutel-Fabrikant von 1897 bis 1907 Teilhaber der väterlichen Firma Reinhard Hohl und Compagnie in Lutzenberg. Im Jahr 1907 fusionierte seine Firma mit fünf weiteren zur Schweizerischen Seidengaze AG. Ab 1907 bis 1946 wirkte Hohl als Vizedirektor der Niederlassung in Thal und als Verwaltungsrat der neuen Firma. Ab dem Jahr 1938 war er Verwaltungsratspräsident. Daneben präsidierte er die Verwaltungskommission des Arbeiterunterstützungs- und Pensionsfonds derselben Firma.
Von 1895 bis 1897 amtierte Hohl als Lutzenberger Gemeinderat. Ab 1897 bis 1908 hatte er das Amt des Bezirksrichters inne. Von 1902 bis 1908 präsidierte er das Bezirksgericht. Ab 1908 bis 1922 war er Oberrichter. Von 1916 bis 1939 sass er als Freisinniger im Ausserrhoder Kantonsrat. Er arbeitete in zahlreichen gemeinnützigen Organisationen mit.